# Paweł Jurek
Paweł Jurek (ur. 5 czerwca 1966 w Kaliszu) – polski scenarzysta telewizyjny i dramatopisarz. Autor strony internetowej Lekkoatletyka w Kaliszu.

## Życiorys
Absolwent Technikum Lotniczego przy Wytwórni Sprzętu Komunikacyjnego „PZL-Kalisz”, Zaocznego Wyższego Zawodowego Studium Scenariuszowego przy Państwowej Wyższej Szkole Filmowej, Telewizyjnej i Teatralnej im. Leona Schillera w Łodzi oraz Wydziału Wiedzy o Teatrze Akademii Teatralnej im. Aleksandra Zelwerowicza w Warszawie.
Pracował jako monter silników lotniczych, referent, copywriter, dziennikarz, recenzent, redaktor naczelny, kierownik literacki oraz wykładowca.
Od 1995 mieszka i pracuje Warszawie. W 1992 zadebiutował jako dramatopisarz, a w 1997 jako scenarzysta. Pisał scenariusze do seriali, m.in. Złotopolscy (1998–2000), Klan (2000), M jak miłość (2001–2008) i Na Wspólnej (2008–2012 oraz w 2023 i od 2025). Od 2012 do 2021 był głównym scenarzystą serialu telewizyjnego Barwy szczęścia.
Uczestnik Mistrzostw Polski w lekkoatletyce masters. Autor sztuk teatralnych, m.in. Pokolenie porno (2003), Wścieklizna (2003), Urojenia (2004). Autor powieści Pora Na miłość (2006). Członek Stowarzyszenia Autorów i Kompozytorów ZAiKS. 

## Filmografia
- Zaklęta (1997, scenariusz)
- Złotopolscy (1998–2000, scenariusz)
- Pucuś (2000, scenariusz)
- Klan (2000, scenariusz)
- Marzenia do spełnienia (2001–2002, scenariusz)
- Tak czy nie? (2003, scenariusz)
- M jak miłość (2001–2008, scenariusz)
- Na Wspólnej (2008–2012, główny scenarzysta; 2023, 2025- scenariusz)
- Barwy szczęścia (2012-2021, główny scenarzysta odc. 697-2502 )
- Na sygnale (2022, gościnnie scenariusz odc. 355)
- Dewajtis (2023, scenariusz odc. 1,4,7 )
- Matylda (2024, script doctoring, opieka artystyczna)
- Niepewność. Zakochany Mickiewicz (2024, scenariusz)